# 学校法人東星学園

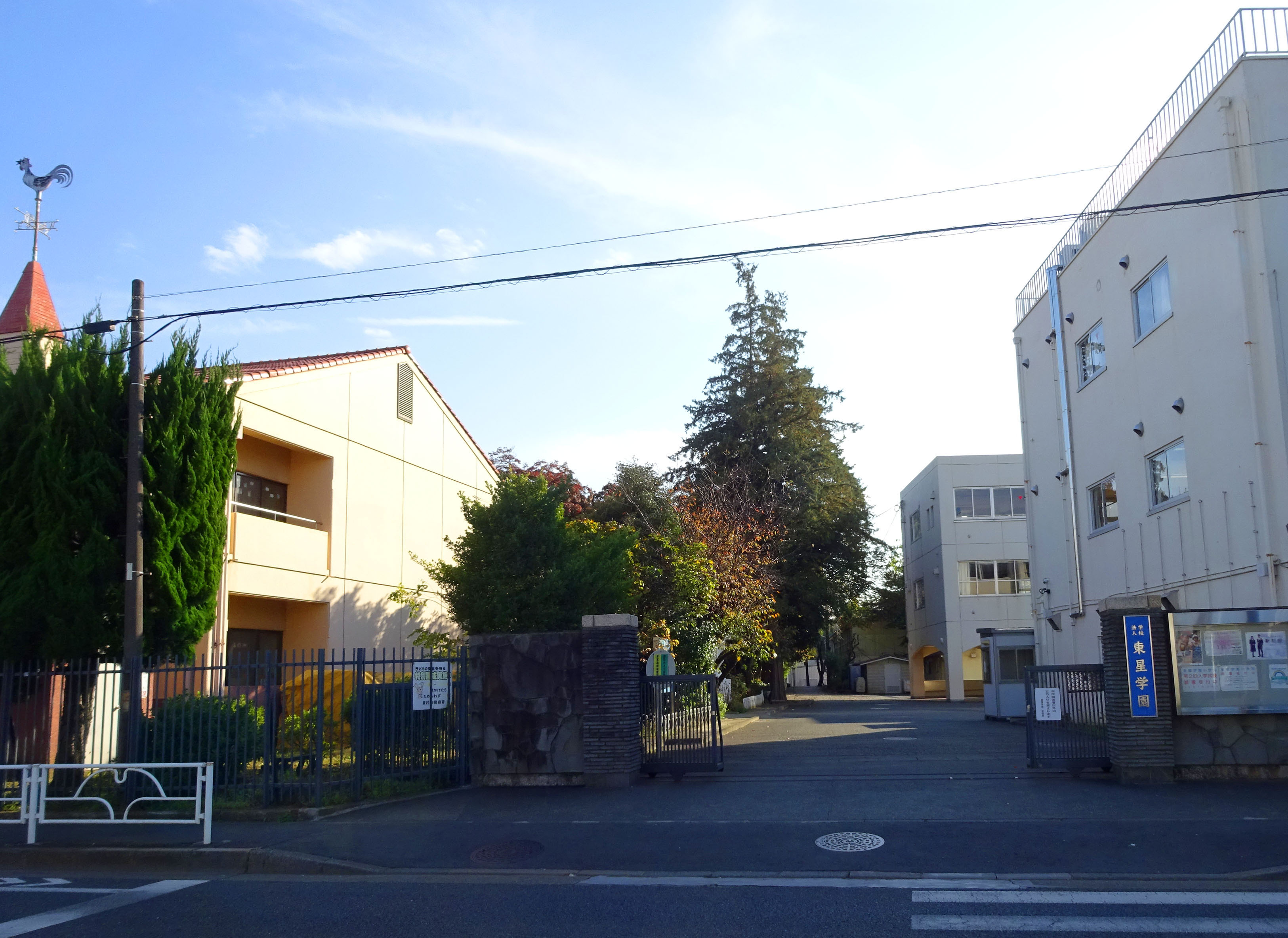
東星学園

学校法人東星学園（がっこうほうじんとうせいがくえん）は、東京都清瀬市に本部を置く私立の学校法人。カトリックの理念に基づくミッション系の学校を設置・運営している。

## 理念
神から造られた一人ひとりの人間を大切にする、神はすべての人を大切に思っており、一人ひとりに、固有の価値と使命を用意しているというキリスト教の理念から東星学園の理念が成り立っている
子どもが自分自身の価値に気づくためには必要なこととして、周囲の大人から大切にされる経験が必要である。このため東星学園の教職員は、一人ひとりの園児・児童・生徒を、神様から造られた最高傑作として大切に接する。東星学園は、子どもたちが真の自分と出会う場、すなわち、神から大切にされている存在としての自分と出会う場と考える。このような真の自分との出会いが、人に新しい「いのち」を与え、神によって生かされた者として生きるようと促し、自分の存在の大切さに気づき、本物の喜びを知る人となるように導く。

## 沿革
- 1930年 - 神父ヨゼフ・フロジャックが東京府豊多摩郡中野町に結核患者収容施設「ベタニアの家」を建設（現、慈生会病院）
- 1932年 - 同地に結核患者の子供のための施設「ナザレットの家」建設
- 1933年 - 東京府北多摩郡清瀬村にサナトリウム「ベトレヘムの園」を建設
- 1934年 - 養護施設東星学園（現、ベトレヘム学園）を建設
- 1936年 - 東星尋常小学校を設立
- 1937年 - 周辺地域からの通学生の入学受入れ開始
- 1940年 - 東星幼稚園を設立
- 1947年 - 東星学園小学校へ校名変更、東星学園中学校を設立
- 1956年 - 定時制女子高等学校を設立
- 1965年 - 全日制高等学校（普通科・衛生看護科）を開校
- 1966年 - 定時制女子高等学校閉校
- 1967年 - 高等看護学校を開校
- 1974年 - 高等看護学校休校
- 2001年 - 衛生看護科の募集を停止
- 2006年 - 中高部　週6日制に移行
- 2008年 - 中学校1年より共学化
- 2025年 - 幼稚園を閉園

## 設置校
- 東星学園幼稚園
- 東星学園小学校
- 東星学園中学校・高等学校